# 치환 암페타민
치환 암페타민(Substituted amphetamine)은 암페타민 구조를 가진 화합물들이다. 마약성이 있거나 마약 제조에 악용하는 일이 있어서 마약류로 지정되거나, 다량 구입이 제한되는 경우들이 많다.